# Trisetum brasiliense
Trisetum brasiliense là một loài thực vật có hoa trong họ Hòa thảo. Loài này được Louis-Marie miêu tả khoa học đầu tiên năm 1929.